# Hai Tian Center
Le Hai Tian Center est un ensemble de trois gratte-ciel récents à Qingdao en Chine. La tour 1 s’élève à 210 mètres et abrite un hôtel, la tour 2 est la plus haute avec 369 mètres et abrite un hôtel et des bureaux et la tour 3 mesure 245 mètres et contient des appartements. 
L'achèvement des tours 1 et 3 est effectué en 2020, celui de la tour 2 est complété en 2021.